# Metallphthalein
Metallphthalein ist ein Triphenylmethanfarbstoff und gehört zur Gruppe der Phthaleine. Das analoge Sulfonphthalein ist das Xylenolorange. Es wird als Indikator in der Komplexometrie eingesetzt.

## Chemische Eigenschaften
Metallphthalein enthält einen Lactonring, vier Carboxy-, zwei Amino- und zwei Hydroxygruppen, die jeweils protoniert bzw. deprotoniert werden können. Weiters kann im stark sauren bzw. basischen Milieu auch der Lactonring gespalten werden. Bei pH ≈ 12–13 liegt Metallphthalein in einer rosafarbenen Form vor. In dieser Form bildet es mit einigen zweiwertigen Metallionen einen schwachen violettgefärbten Komplex, der durch Zugabe eines stärkeren Komplexbildners wie zum Beispiel EDTA wieder zerstört wird.

## Verwendung
Metallphthalein wird, neben Eriochromschwarz T, in der Komplexometrie zur Bestimmung von Ba2+, Ca2+, Cd2+, Mg2+ und Sr2+ als Indikator eingesetzt.